# Metallofyt
Metallofyter är växter som i stort sett bara förekommer på marker med mycket höga halter av toxiska metaller och halvmetaller som exempelvis zink, bly, kadmium och arsenik, vilka andra växter inte tolererar. Växter som växer på sådana jordar men även obehindrat på vanliga jordar som svartkämpar, rölleka med flera betecknas "metalltoleranta". Gemensamt sammanförs metallofyter och metalltolleranta växter till begreppet serptinofyter.
Metallofyterna är ofta konkurrenssvaga jämfört med andra växtarter på vanlig jord, men klarar sig på toxiska jordarter som serpentinjordar på grund av ärftlig genetisk adaption. I huvudsak används två olika strategier att undvika förgiftning. Den ena är att växterna är selektiva i upptaget av näring och på så sätt undviker att alltför skadliga halter av giftmetall upptas, exempel på detta är zinkviol. Den andra strategin är att växten tar upp de toxiska metallerna men transporterar och deponerar dem till cellväggar, vakuoler och liknande där de påverkar ämnesomsättningen så lite som möjligt. Denna senare strategi innefattar successiva övergångar till metalltolerans, där triftsläktet innehåller sådana arter. Generellt har rötterna hos metallofyterna den högsta metallhalten medan halten avtar högre upp i växten och närmare blomman där fröna har den lägsta.

## Förekomst
Metallhaltiga jordar förekommer naturligt där djupbergarter går i dagen som i Sverige exempelvis i områden med koppargruvor. Viscaria koppargruva är ett direkt exempel på att den lokalt rikliga förekomsten av fjällnejlika (Viscaria alpina) föranledde 1972 provtagning och fynd av kopparhaltigt berg och senare gruvbrytning. Andra svenska områden med metallofyter finns bland annat i Bergslagen, ej endast vid gruvor utan även i områden med slagg och varp efter metallframställning. Ett tidigt beskrivet område i Europa med naturlig förekomst av metallofyter är gränstrakterna mellan Tyskland, Belgien och Nederländerna där bland andra zinkviol växer.

## Hyperackumulatorer
Arbete pågår att utveckla saneringsmetoder för att användas vid bland annat utsläpp av främst organiska metallföreningar som innehåller toxiska metaller eller halvmetaller där växterna med sitt metallinnehåll sedan tas om hand för åtgärd. Särskilt en del korgblommiga växtarter som solros tål höga metallhalter och förmår att ackumulera dem, men även andra växttyper som durra har egenskapen och utvecklingsarbete pågår för att använda för sanering.